# Lobelia mezlerioides
Lobelia mezlerioides är en klockväxtart som beskrevs av Franz Elfried Wimmer. Lobelia mezlerioides ingår i släktet lobelior, och familjen klockväxter.
Artens utbredningsområde är Queensland. Inga underarter finns listade i Catalogue of Life.